# إدوارد مولتون
إدوارد مولتون (بالإنجليزية: Edward Moulton)‏ هو منافس ألعاب قوى أمريكي، ولد في 1849 في منيابولس في الولايات المتحدة، وتوفي في 19 يوليو 1922 في بالو ألتو في الولايات المتحدة.